# SN 1997fg
SN 1997fg – supernowa odkryta 23 grudnia 1997 roku w galaktyce A133657+6213. Jej maksymalna jasność wynosiła 25,93m.